# Дуклянска летопис
Дуклянската летопис (Барски родослов, Летопис на Дуклянския поп, Летопис на Дуклянския презвитер) е средновековна хроника, историографски и литературен паметник, създаден в град Бар през първата половина на 12 век, чийто автор е анонимен свещеник от Барската архиепархия, известен и като Дуклянски презвитер.

## Преписа
Дуклянската летопис е съхранена в препис на латински език от 17 век. Смята се, че първоначално е съществувал славянски оригинал. В науката съществуват различни мнения за времето на появата на хрониката и тълкуванието на дял от информацията в нея.
Хрониката съдържа данни за южните славяни и готите за периода 5 – 12 век. В съответствие с популярния у средновековната историография възглед, авторът на хрониката разглежда готите и славяните като един народ и започва своето изложение със заселването на готите в бившата римска област Превалис или Превалитания (днешна Черна гора) в края на 5 век. Хрониката съдържа каталог на готско-славянските владетели от края на 5 век до 12 век. Началните части на хрониката са по-скоро легендарни и се разглеждат като съмнителен исторически извор. Сведенията за по-късния период – от средата на 10 до 12 век, особено тези, които засягат държавния живот в областта Дукля, се приемат за по-достоверни и се потвърждават от други източници.
Наред с многобройните легенди и предания авторът на хрониката е използвал и някои изгубени днес извори – „Хрониката на Дукля“ от 10 век, „Епос за Дукля“ и „Житие на Свети Владимир“ от 11 век и други. Самата летопис е използвана от други автори като Мавро Орбини при написването на „Царството на славяните“ (1601).

## Българската история в Дуклянската летопис
Хронологично, представянето на българската история в летописа започва с походите и заселването на прабългарите на Балканите. В съответствие с книжовния паметник, от който се предполага, че авторът на хрониката черпи своите сведения, името „българин“ се извежда от река Волга. Титлата хан се тълкува като император, под чиято власт са управлявали девет князе, защото българският народ бил многоброен. Посочва се неиндентифициран български каган на име Крис и подробно се разказва за победните битки, с които българите завоювали земите, „които заемат и до днес“.
Хрониката разказва за делата на Константин-Кирил Философ, придържайки се главно по версията от Пространното му житие. Нов момент е, че подобно на Солунската легенда летописецът приема легендарната версия на българската книжнина от епохата на византийското владичество, за Константин-Кирил като покръстител на българския народ.
Някои автори виждат в някои от легендарните сведения в летописа данни, отнасящи се до българската история. Според Надежда Драгова зад името на боголюбивия владетел на Дукля Светоплук вероятно стои свети цар Борис.
Хрониката съобщава за смъртта на „българския цар Петър в град Велики Преслав“ и за завладяването на България от византийците. Главният интерес на Дуклянският презвитер се насочва към българската история по времето на цар Самуил, който завладява Адриатическото крайбрежие, включително и Дукля. „По времето на Тугемир до властта в България се домогнал някой си Самуил, който воювайки с гърците, които държали България в робство, успял най-после да ги прогони от нея. Гърците изпитвали такъв ужас от него, че никога не помислили да се приближат до България“. Хронистът описва походите на Самуил из Далмация, чак до Зара (Задар), изгарянето на Лавзиум (Дубровник) от българските войски, неуспешната атака срещу град Олхиний (Улцин), пленяването от Самуил на зетско-дуклянския владетел Владимир.
С възторг е представен приемникът на Самуил – Радомир: „снажен воин“, който води много битки срещу император Василий и „завладява всичките му земи до Константинопол“. Според хрониката Гаврил бил убит от братовчед си Владислав (Иван Владислав), подбуден от византийците.
Изследователите приемат за литературна, най-успешната част от летописа, поетичния разказ за живота, любовта и страданията на дуклянския крал Йоан Владимир и неговата жена Косара, дъщеря на българския цар Самуил.

## Издания и литература
- Латински извори за българската история (ЛИБИ), T. 3. София, 1967
- Љетопис Попа Дукљанина, приредио Фердо Шишић, Београд-Загреб, 1928
- Љетопис Попа Дукљанина, приредио Владимир Мошин, Загреб 1950
- Љетопис Попа Дукљанина, приредио Славко Мијушковић, Подгорица 1967
- Драгова, Надежда. Мавро Орбини и българските историци през XVIII век, в: Мавро Орбини. Царството на славяните, София 1983, с. 15 – 18
- Peričić Eduard, Sclavorum regnum Grgura Barskog-Ljetopis Popa Dukljanina, Zagreb, 1990
- Ferluga, Jadran. Die Chronic des Priesters von Diokleia als Quelle fur die byzantinische Geschichte, Byzantina 10 (1980), 429 – 460